# Kanashii Sake
Kanashii Sake (яп. 悲しい酒, букв. «С грустью и сакэ») — песня Миюки Исимото на музыку Масао Коги в стиле энка, известная как репрезентативная работа из репертуара японской певицы Хибари Мисоры и один из её «миллионных синглов».

## Состав оригинального сингла
(формат: грампластинка-миньон)
- Сторона A: Kanashii Sake
- Сторона B: Shinjitsu Ichiro (яп. 真実一路, букв. «Дорога правды»/«Путь искренности»)

Песня исходно была написана в 1960 году для рано умершего певца Дзюна Китамидзавы (北見沢淳), однако не имела в его исполнении особого успеха. Не желая лишать последнего шанса свою песню, автор музыки Масао Кога продолжал искать для неё подходящего исполнителя, в конце концов предложив её Мисоре. По просьбе Хибари автор слов Миюки Исимото добавил к песне речитатив между куплетами, сделав это буквально за один день.
Сингл Хибари Мисоры с этой песней вышел в июне 1966 года и разошёлся в количестве, по крайней мере, 1,45 миллиона копий, что сделало его третьим по коммерческому успеху из синглов певицы.
В конце 1966 года Хибари Мисора также участвовала с этой песней в 17-м новогоднем музыкальном шоу/конкурсе «Кохаку ута гассэн».
Помимо оригинального издания, песня минимум раз переиздавалась в формате сингла (не считая её многократного включения в аудио- и нотные сборники репертуара певицы) - в макси-сингле выпуска 23 апреля 2008 года включившем «плюсовые» и караоке-треки Midaregami, Hibari no Sado Jōwa и Kanashii Sake.

## Кавер-версии других исполнителей
Вокальные
- Ким Ёнджа, Южная Корея (выпущена на альбоме каверов репертуара Мисоры 「悲しい酒・ひばりの佐渡情話Vol.1」 21 августа 1996[4])
- Мияко Оцуки[яп.] (выпущена на альбоме каверов репертуара Мисоры 「悲しい酒~美空ひばりを歌う~」 24 июля 1998, альбом переиздан 5 декабря 2007[5])
- Юми Аикава[яп.] (выпущена в альбомах 「誰か故郷を想はざる~古賀政男作品集」, 21 мая 1999[6], и совместно с Wiener Schrammel Ensemble — в альбоме Tokyo Rhapsody. Songs of Masao Koga II, 30 октября 2003[7])
- Синдзи Танимура[англ.] с аккомпанементом Ясухиро Кобаяси (выпущена на альбоме каверов репертуара Мисоры 「美空ひばりトリビュート」 в 2000 году)
- Ёсио Кимура[яп.] и The Bears (выпущена в сборнике 「コロムビア 音得盤シリーズ 歌のない歌謡曲」 18 июня 2003[8])
- Мика Синно[яп.] (выпущена в альбоме 「憧れて・・・今」柔・悲しい酒~美空ひばりを歌う~」 5 декабря 2007[9])
- Ая Симадзу[яп.] (выпущена на альбомах 「波動 亜矢・美空ひばりを唄う」 и 「島津亜矢の男歌・女歌Ⅱ」(соотв. 21 октября 2009 и 6 октября 2010)[10])

Инструментальные
- Аюко Хигути[яп.], фортепиано (выпущена на альбоме Hibari Misora on Piano 29 мая 2001[11])
- Масахиро Сайто[яп.], фортепиано (выпущена на альбоме Piano around the World 18 августа 2001[12])
- Сатоко Кода, скрипка (выпущена на альбоме каверов репертуара Мисоры 「川の流れのように」 18 февраля 2004[13])
- Масами Оиси[яп.], губная гармоника (выпущена на альбоме 「ハーモニカ昭和名曲集」 («Шедевры эпохи Сёва на губной гармонике») 21 марта 2012[14])